# 第47回世界卓球選手権個人戦
第47回世界卓球選手権個人戦はフランス・パリのオムニスポーツパレスで2003年5月19日から25日まで開催された。大会スポンサーはリープヘルが務めた。
この大会より選手のゼッケン番号が、それまで国（地域）ごとに割り振られていた番号から、世界ランキングに変更された。
大会に先だってアダム・シャララ国際卓球連盟会長は、2002年9月1日から適用されている新サービスルールを厳しく適用することを表明した。
大会期間中の5月21日、国際卓球連盟総会が開催され、2006年の第48回世界卓球選手権団体戦の開催地がドイツのブレーメンに決定した。
男子シングルスでオーストリアのヴェルナー・シュラガーが優勝したほかは、女子シングルス、男子ダブルス、女子ダブルス、混合ダブルスの4種目を中国勢が制した。中国の王楠は女子シングルス・ダブルス・混合ダブルスの3種目で優勝した。日本勢ではシングルスで福原愛がベスト8、ダブルスで梅村礼・高橋美貴江組がベスト8に入ったのが最高であった。

## 結果
男子シングルスでは、予選で世界ランク861位のベナン代表・ホウントンディ(Achille HOUNTONDJI)がロベルト・ガルドシュ戦でロビングでラリーを続けたり、ウィンクを見せるパフォーマンスをするなど、会場を沸かせた。1回戦で1997年マンチェスター大会の世界チャンピオン、ヤン＝オベ・ワルドナーやマイケル・メイスが、2回戦で世界ランク1位のティモ・ボル、1993年イェテボリ大会の世界チャンピオン、ジャン＝フィリップ・ガシアンが敗れる波乱があった。決勝は準々決勝で王励勤、準決勝で孔令輝を破ったヴェルナー・シュラガーと、世界ランク61位ながら荘智淵、馬琳、カリニコス・クレアンガを破った韓国の朱世赫との対戦になり、シュラガーが4-2で初優勝を果たした。オーストリア選手の優勝は1937年のバーグマン以来であった。
男子ダブルスは王励勤・閻森と王皓・孔令輝の中国勢同士の決勝となり、王励勤・閻森が4-2で優勝、連覇を果たした。
女子シングルス決勝は、1ゲームも落とさずに決勝に進出した、世界ランク1位の張怡寧と2位の王楠の対戦となり、王楠が4-3で優勝、3連覇を果たした。
女子ダブルスは王楠・張怡寧と牛剣鋒・郭躍の中国勢同士の決勝となり、王楠・張怡寧が4-1で優勝した。
混合ダブルスはベスト4が全て中国勢同士となり、決勝では馬琳・王楠が劉国正・白楊を4-3で破り優勝した。

## 競技結果
| 階級           | 金                     | 銀          | 銅                            |
| -------------- | ---------------------- | ----------- | ----------------------------- |
| 男子シングルス | ヴェルナー・シュラガー | 朱世赫      | 孔令輝 カリニコス・クレアンガ |
| 男子ダブルス   | 王励勤 閻森            | 王皓 孔令輝 | 馬琳・秦志戟 呉尚垠・金擇洙   |
| 女子シングルス | 王楠                   | 張怡寧      | タマラ・ボロシュ 李菊         |
| 女子ダブルス   | 王楠 張怡寧            | 牛剣鋒 郭躍 | 李恩実・石恩実 李佳・李菊     |
| 混合ダブルス   | 馬琳 王楠              | 劉国正 白楊 | 王皓・李楠 秦志戟・牛剣鋒     |

## メダル獲得数
| 順    | 国・地域     | 金 | 銀 | 銅 | 計 |
| ----- | ------------ | -- | -- | -- | -- |
| 1     | 中国         | 4  | 4  | 6  | 14 |
| 2     | オーストリア | 1  | 0  | 0  | 1  |
| 3     | 韓国         | 0  | 1  | 2  | 3  |
| 4     | クロアチア   | 0  | 0  | 1  | 1  |
| 4     | ギリシャ     | 0  | 0  | 1  | 1  |
| Total | Total        | 5  | 5  | 10 | 20 |

## 日本人選手の成績
日本からは男子シングルスに田崎俊雄、松下浩二、木方慎之介、坂本竜介、新井周の5名、女子シングルスに梅村礼、小西杏、藤沼亜衣、高橋美貴江、福原愛の5名、男子ダブルスに田崎俊雄・鬼頭明組、坂本竜介・岸川聖也組、女子ダブルスに梅村礼・高橋美貴江組、小西杏・福原愛組、混合ダブルスに田崎俊雄・藤沼亜衣組、鬼頭明・小西杏組、木方慎之介・高橋美貴江組、坂本竜介・平野早矢香組、岸川聖也・福原愛組が出場した。

### 男子シングルス
- 田崎俊雄（41位）は1回戦でインドのバブールを4-0、2回戦でドイツのボージク（25位）を4-3で破った。3回戦で中国の馬琳（2位）と対戦、一時2-1でリードしたが、そこから3セットを連取されて2-4で敗れた。
- 松下浩二（44位）はスロバキアのセレダを4-0で破ったが、2回戦でオーストリアのヴェルナー・シュラガーに0-4で敗れた[6]。
- 木方慎之介（114位）は予選から勝ち上がり、1回戦でオランダのケーンに1-4で敗れた[6]。
- 坂本竜介（152位）は予選から勝ち上がり、1回戦でオーストリアのレンゲロフに1-4で敗れた。
- 新井周（175位）は予選から勝ち上がり、1回戦で前回の大阪大会チャンピオンの王励勤（4位）に1-4で敗れた[6]。

（）内は当時の世界ランキング

### 男子ダブルス
- 田崎俊雄・鬼頭明組は、1回戦でノルウェーのモルドバン・ゴンザレス組を4-2、2回戦でベルギーのジャン＝ミッシェル・セイブ・フィリップ・セイブ組を4-2で破ったが、3回戦でオーストリアのシュラガー・インドラク組に1-4で敗れた[8]。
- 坂本竜介・岸川聖也組は、予選から勝ち上がり、1回戦でポーランドのブワシュチック・クシェシェフスキ組を4-1、2回戦でフランスのダミアン・エロワ、クリストフ・ルグー組を4-3で破ったが、3回戦で香港の高礼澤・李静に1-4で敗れた[8]。

### 女子シングルス
- 梅村礼（23位）は1回戦でウクライナのソロチンスカを4-1で破ったが、2回戦で台湾の陸雲鳳に0-4で敗れた[10]。
- 小西杏（30位）は1回戦でロシアのクレキーナを4-1、2回戦でアイルランドのガオを4-0で破ったが、3回戦でクロアチアのタマラ・ボロシュ（5位）に2-4で敗れた[10]。
- 藤沼亜衣（33位）は1回戦でデンマークのスコフを4-0、2回戦でロシアのバリナを4-1で破ったが、3回戦で香港の帖雅娜に2-4で敗れた[10]。
- 高橋美貴江（60位）は1回戦でカナダのシューを4-0で破ったが、2回戦でハンガリーのクリスティナ・トートに2-4で敗れた。
- 福原愛（91位）は1回戦でスウェーデンのニルソンを4-0、2回戦でシンガポールのリ・ジャウェイ（12位）を4-2、3回戦でオーストリアのリュウ・ジャを4-1、4回戦で韓国の李恩実を4-2で破りベスト8に進出、準々決勝では世界ランク1位の張怡寧に0-4で敗れた[10]。

（）内は当時の世界ランキング

### 女子ダブルス
- 梅村礼・高橋美貴江組は1回戦でロシアのカプスチナ・オブロボワ組を4-0、2回戦でスロバキアのオドロバー・ポリアチコバー組を4-2、3回戦でベラルーシのロガツカヤ・ベロニカ・パブロビッチ組を4-1で破ったが、準々決勝で王楠・張怡寧組に敗れた[12]。
- 小西杏・福原愛組は1回戦でアイルランドのクラアフチェンコ・ダクティアル組を4-1、2回戦でスウェーデンのS.ヨンソン・オルソン組を4-1で破ったが、3回戦でロシアのバリナ・ガニナ組に0-4で敗れた。

（）内は当時の世界ランキング

### 混合ダブルス
- 田崎俊雄・藤沼亜衣組は1回戦でアメリカ合衆国のチュアン・高軍組に0-4で敗れた[13]。
- 鬼頭明・小西杏組は1回戦で香港の梁柱恩・桑亜嬋組に2-4で敗れた。
- 木方慎之介・高橋美貴江組はスペインの何志文・ドボラク組に0-4で敗れた。
- 坂本竜介・平野早矢香組は予選を勝ち上がり、1回戦で馬琳・王楠組に0-4で敗れた[13]。
- 岸川聖也・福原愛組は予選を勝ち上がり、1回戦でドイツのボージク・ボージク組に1-4で敗れた[13]。

（）内は当時の世界ランキング